# Rue Édouard-Delesalle
La rue Édouard Delesalle est une rue de Lille.

## Situation et accès
Située dans le quartier Lille-Centre,  elle relie la rue du Molinel à la rue de la Vignette (place Gentil-Muiron) dans l’ancienne paroisse Saint-Sauveur. 

## Origine du nom
Son nom est celui d’un adjoint au Maire de Lille, fondateur en 1889 du quotidien Le Réveil du Nord. Ce journal socialiste au cours de sa première période, de gauche moins radicale après 1900, sombra dans la collaboration et ses biens furent attribués à Nord Matin à la Libération.

## Historique
La rue est ouverte en 1926 en grande partie sur les terrains d'un ancienne manufacture de salpêtre. Cette fabrique de poudres fut installée dans les bâtiments du couvent des Capucins fermé sous la Révolution et affecté le 7 pluviôse de l’an II à « l’administration des poudres et salpêtres». Cette manufacture reconstruite en 1861 fut en activité jusqu’en 1914.
Le couvent des Capucins construit de 1593 à 1594 aux frais du magistrat (la Ville de Lille) pour les frères mineurs Capucins qui venaient de s’établir à Lille en 1592 fait partie des fondations religieuses établies à cette époque à Lille dans le cadre de la Contre-Réforme. Les jardins du couvent s’étendaient jusqu’au canal des Hibernois à la place du rempart démoli de 1603 à 1606 lors de l’agrandissement de Lille au sud-ouest de l’ancienne porte du Molinel.
La rue absorbe l’ancienne rue des Capucins qui donnait accès à ce couvent à partir de la rue du Molinel et, à l’autre extrémité, le bâtiment de l’ancien collège des Hibernois qui était situé à l’angle de la rue de la Vignette et du canal des Hibernois. Le souvenir de cette rue et de l'ancien couvent est rappelé par une plaque à l'entrée de la rue.

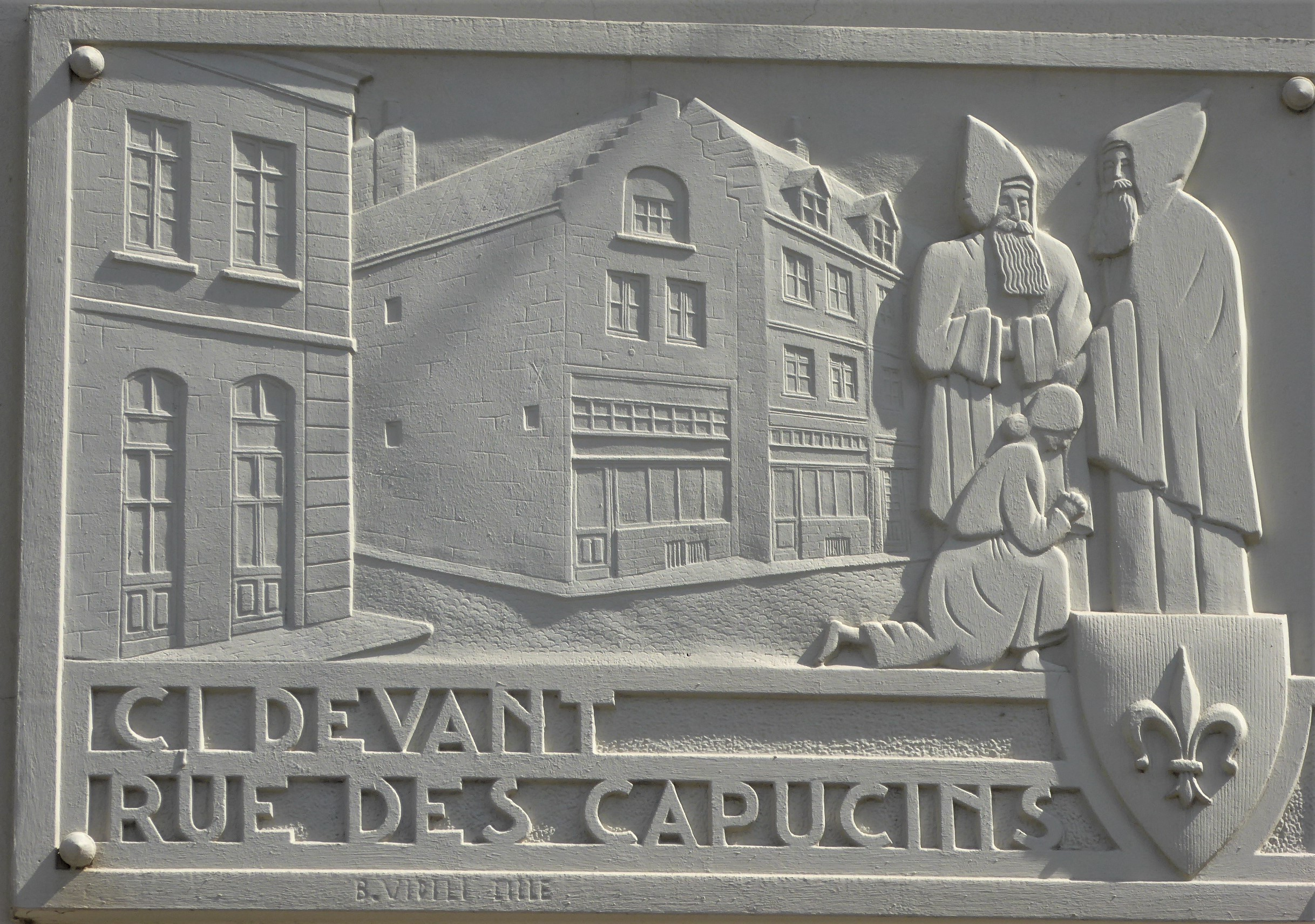
Plaque ancienne rue des Capucins
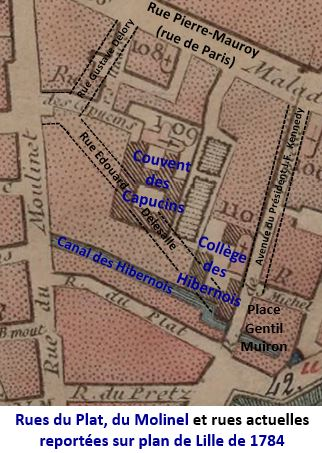
Emplacement de la rue Édouard Delesalle sur plan de 1784
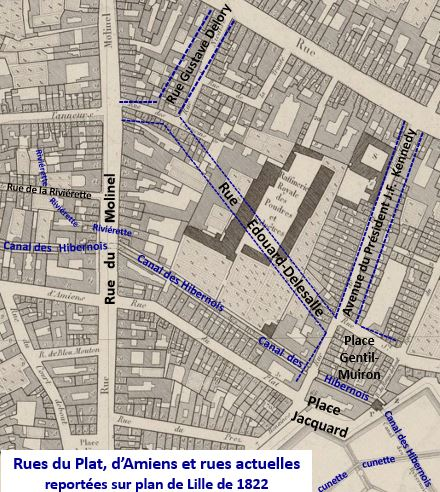
Emplacement de la rue Édouard Delesalle sur plan de 1822

## Bâtiments remarquables et lieux de mémoire
- Médiathèque Jean-Lévy construite de 1960 à 1964. Bibliothèque municipale principale de Lille[4].
- Immeuble de la mutualité meunière à l'angle de la rue de la Vignette construit vers 1925 pour une société coopérative[5].

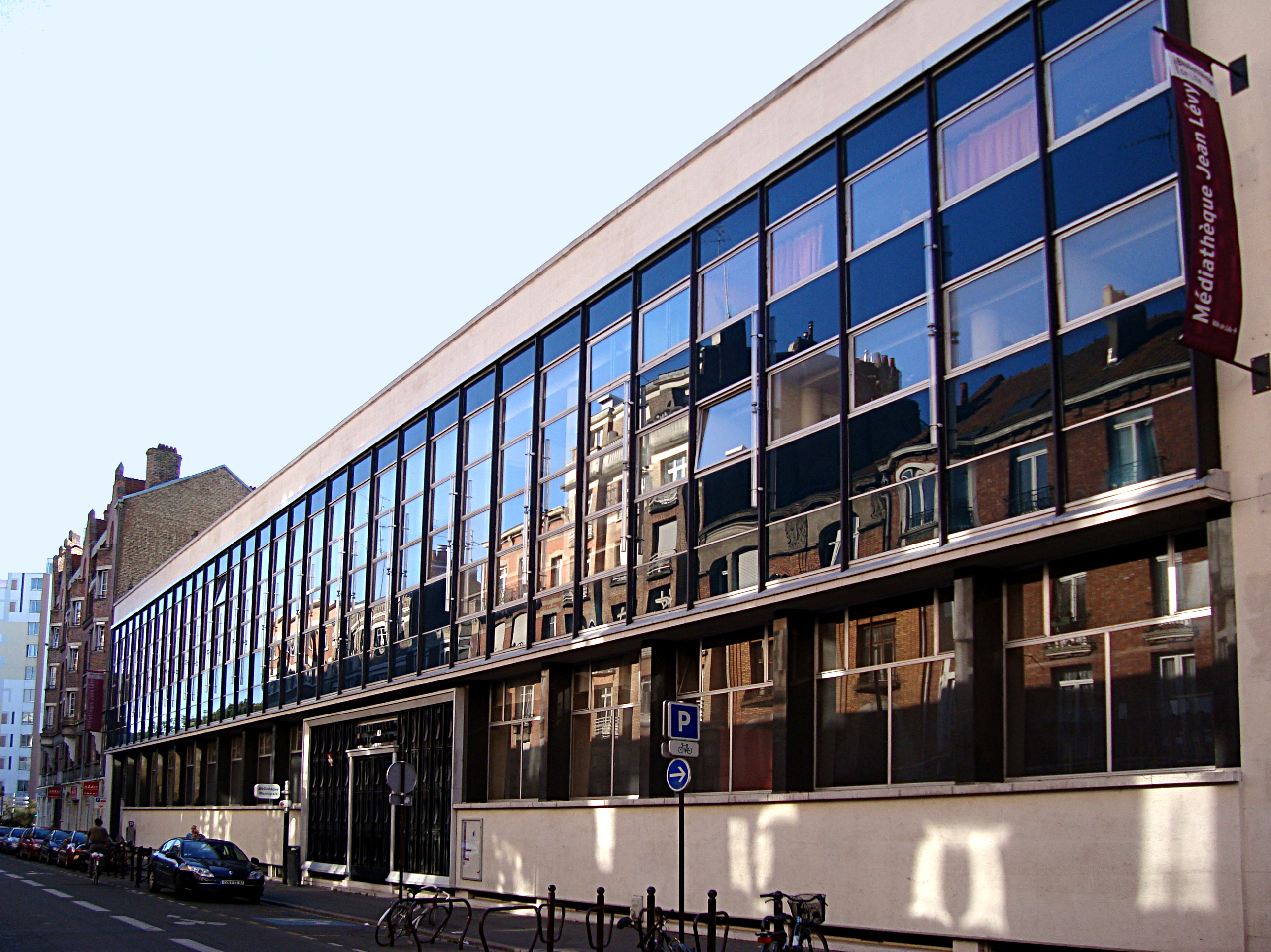
Mediatheque Jean Levy
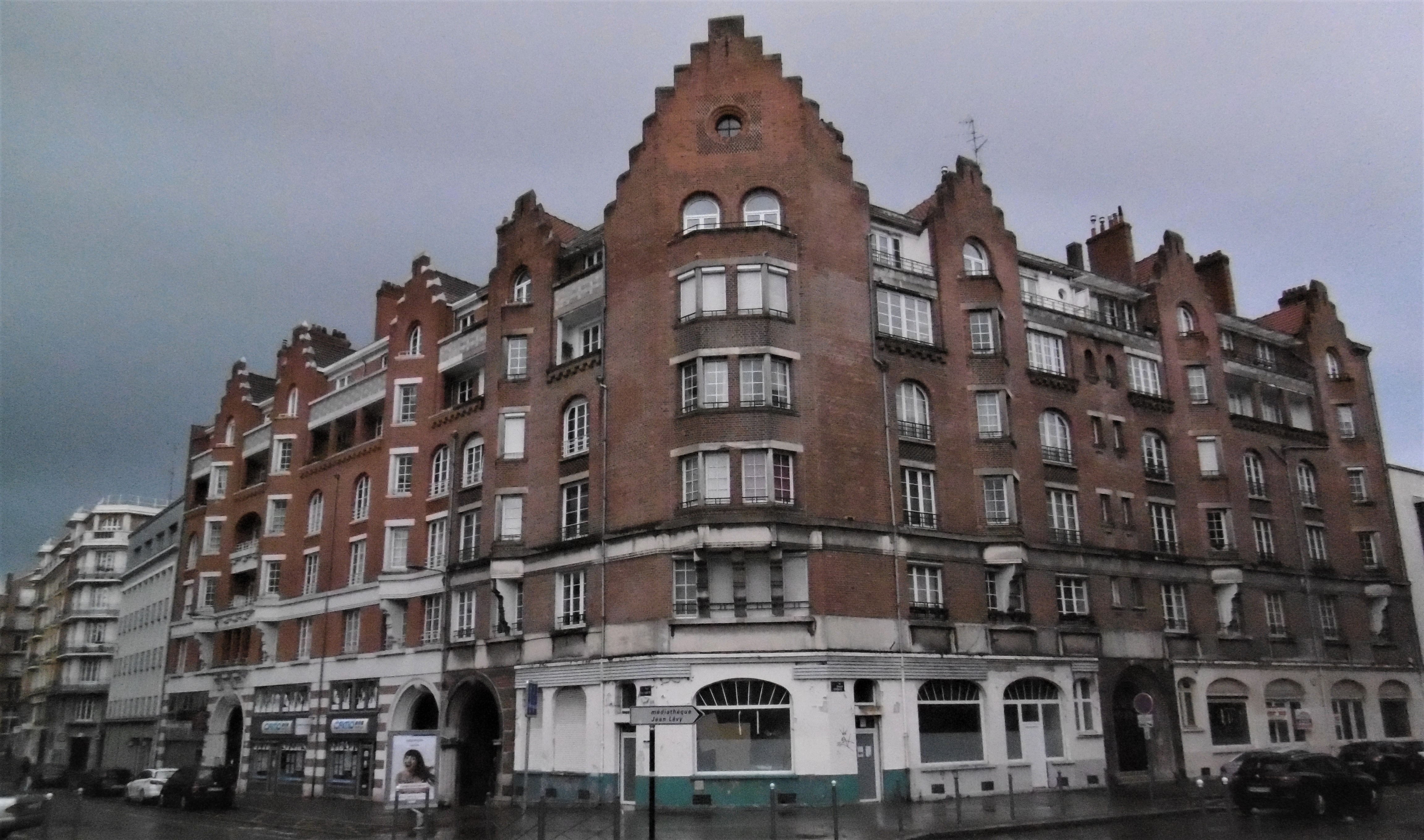
Immeuble de la Mutualité meunière